# Después del amor (película)
Después del Amor es una película dirigida por Alan Parker, escrita por Bo Goldman y protagonizada por Albert Finney, Diane Keaton, Karen Allen, Peter Weller, Tracey Gold, Viveka Davis y George Murdock.